# 축구 폭력
축구폭력(Football hooliganism)은 축구 팬들에 의해 폭력적이고 재멋대로하는 행동이다.

## 같이 보기
- 훌리건
- 울트라스